# Larry Miller
Larry Miller (Valley Stream, 15 oktober 1953) is een Amerikaans acteur.
Miller is heel zijn leven al komiek. Sinds 1982 is hij ook op televisie te zien en speelt vooral bijrollen in bekende films.

## Filmografie (selectie)
- 2005: Kiss Kiss Bang Bang
- 2004: The Princess Diaries 2: Royal Engagement
- 2004: Raising Helen
- 2002-2003: 8 Simple Rules
- 2003: A Mighty Wind
- 2003: A Guy Thing
- 2001: Max Keeble's Big Move
- 2001: The Princess Diaries
- 2001: What's the Worst That Could Happen?
- 2000: Best in Show
- 2000: Buzz Lightyear of Star Command: The Adventure Begins
- 2000: Nutty Professor II: The Klumps
- 1999: Runaway Bride
- 1999: 10 Things I Hate About You
- 1997: For Richer or Poorer
- 1996: Waiting for Guffman
- 1996: The Nutty Professor
- 1994: Corrina, Corrina
- 1991: L.A. Story
- 1990: Pretty Woman
- 1989: Three Fugitives

- Biblioteca Nacional de España: XX1083767
- Bibliothèque nationale de France: cb14022528c (data)
- International Standard Name Identifier: 0000 0001 1443 5871
- Library of Congress Control Number: no99074346
- MusicBrainz: 2b750b5f-e8ba-4669-96ff-df16f3eeca4c
- Nationale Bibliotheek van Tsjechië: xx0049275
- Nationale Bibliotheek van Israël: 987007352035205171
- Virtual International Authority File: 49421672
- WorldCat: E39PBJhRJtDq48xpB8TMCD6dwC